# Campionatul Mondial de Handbal Feminin din 1962
Campionatul Mondial de Handbal Feminin din 1962 a fost a II-a ediție a turneului organizat Federația Internațională de Handbal și a avut loc în perioada 7 iulie-15 iulie 1962, în România. Țara gazdă a câștigat campionatul după ce a învins în finală Danemarca cu scorul de 8 - 5 și a devenit pentru prima dată campioană mondială.
Ediția din 1962 a fost singura dată când România a găzduit un turneu final al Campionatului Mondial.

## Terenuri
Meciurile au avut loc în patru orașe: București, Brașov, Ploiești și Sibiu. La București s-a jucat pe un teren amenajat în potcoava tribunei a II-a a Stadionului Republicii. Terenul Luceafărul din Sibiu a avut o capacitate de 3200 de locuri. La Brașov, terenul din incinta stadionului Tractorul a fost reamenajat și s-a instalat o tribună suplimentară cu o capacitate de 1200 de locuri.

## Regulament
Toate meciurile s-au desfășurat în aer liber, pe terenuri cu zgură, la lumina zilei, în două reprize a câte 20 de minute fiecare. Cele nouă echipe au fost împărțite în trei grupe. Pentru o victorie s-au acordat două puncte, un punct pentru o remiză și niciun punct pentru înfrângere. Clasarea fiecărei echipe a fost determinată după cum urmează:
- Cel mai mare număr de puncte
- Golaveraj
- Cele mai multe goluri
- Tragere la sorți

Echipele clasate pe primele două locuri din fiecare grupă s-au calificat în faza următoare cu două grupe. Câștigătoarele celor două grupe s-au calificat în finală.

## Arbitrii
| Arbitri       | Arbitri              |
| ------------- | -------------------- |
| Austria       | Josef Peter Hruschka |
| RDG           | Edgar Federhoff      |
| România       | Pandele Cîrligeanu   |
| România       | Vasile Sidea         |
| Suedia        | Thorild Janerstam    |
| Țările de Jos | Jan Slaats           |

## Grupele preliminare

### Grupa A
Meciurile acestei grupe s-au jucat la Ploiești.
| Echipa            | M | V | E | Î | GM | GP | G   | Pct |
| ----------------- | - | - | - | - | -- | -- | --- | --- |
| Cehoslovacia      | 2 | 1 | 1 | 0 | 23 | 12 | +11 | 3   |
| Uniunea Sovietică | 2 | 1 | 0 | 1 | 16 | 24 | −8  | 2   |
| Germania de Vest  | 2 | 0 | 1 | 1 | 15 | 18 | −3  | 1   |

| 7 iulie 1962 | Uniunea Sovietică | 11 − 8 | Germania de Vest     | Ploiești Asistență: 3000 Arbitri: Thorild Janerstam |
| 7 iulie 1962 | Korolevskaia 4    | (7−6)  | Burmeister, Härtle 3 | Ploiești Asistență: 3000 Arbitri: Thorild Janerstam |
| 7 iulie 1962 |                   |        |                      | Ploiești Asistență: 3000 Arbitri: Thorild Janerstam |

| 8 iulie 1962 | Cehoslovacia | 7 − 7 | Germania de Vest | Ploiești Asistență: 3000 Arbitri: Pandele Cîrligeanu |
| 8 iulie 1962 | Matějů 5     | (1−3) | Buchert 3        | Ploiești Asistență: 3000 Arbitri: Pandele Cîrligeanu |
| 8 iulie 1962 |              |       |                  | Ploiești Asistență: 3000 Arbitri: Pandele Cîrligeanu |

| 9 iulie 1962 | Cehoslovacia | 16 − 5 | Uniunea Sovietică | Ploiești Asistență: 2000 Arbitri: Pandele Cîrligeanu |
| 9 iulie 1962 | Matějů 6     | (6−1)  | Bobrova 2         | Ploiești Asistență: 2000 Arbitri: Pandele Cîrligeanu |
| 9 iulie 1962 |              |        |                   | Ploiești Asistență: 2000 Arbitri: Pandele Cîrligeanu |

### Grupa B
Meciurile acestei grupe s-au jucat la Brașov și Sibiu.
| Echipa    | M | V | E | Î | GM | GP | G   | Pct |
| --------- | - | - | - | - | -- | -- | --- | --- |
| Danemarca | 2 | 2 | 0 | 0 | 20 | 11 | +9  | 4   |
| Ungaria   | 2 | 1 | 0 | 1 | 21 | 16 | +5  | 2   |
| Japonia   | 2 | 0 | 0 | 2 | 15 | 29 | −14 | 0   |

| 7 iulie 1962 | Ungaria | 17 − 8 | Japonia                | Brașov Asistență: 3000 Arbitri: Vasile Sidea |
| 7 iulie 1962 | Hajek 5 | (11−5) | Isobe, Ui, Nishimura 2 | Brașov Asistență: 3000 Arbitri: Vasile Sidea |
| 7 iulie 1962 |         |        |                        | Brașov Asistență: 3000 Arbitri: Vasile Sidea |

| 8 iulie 1962 | Danemarca    | 8 − 4 | Ungaria | Brașov Arbitri: Vasile Sidea |
| 8 iulie 1962 | Kristensen 3 | (5−1) | Hajek 2 | Brașov Arbitri: Vasile Sidea |
| 8 iulie 1962 |              |       |         | Brașov Arbitri: Vasile Sidea |

| 9 iulie 1962 | Danemarca | 12 − 7 | Japonia | Sibiu Asistență: 3500 Arbitri: Edgar Federhoff |
| 9 iulie 1962 | Nielsen 4 | (7−4)  | Isobe 5 | Sibiu Asistență: 3500 Arbitri: Edgar Federhoff |
| 9 iulie 1962 |           |        |         | Sibiu Asistență: 3500 Arbitri: Edgar Federhoff |

### Grupa C
Meciurile acestei grupe s-au jucat la București.
| Echipa     | M | V | E | Î | GM | GP | G  | Pct |
| ---------- | - | - | - | - | -- | -- | -- | --- |
| România    | 2 | 1 | 1 | 0 | 12 | 7  | +5 | 3   |
| Iugoslavia | 2 | 1 | 1 | 0 | 8  | 5  | +3 | 3   |
| Polonia    | 2 | 0 | 0 | 2 | 6  | 14 | −8 | 0   |

| 7 iulie 1962 19:00 | România | 9 − 4 | Polonia     | Stadionul Republicii, București Arbitri: Jan Slaats , Varac , Vișan, Comănescu, Bruno |
| 7 iulie 1962 19:00 | Boțan 4 | (4−3) | Michalska 2 | Stadionul Republicii, București Arbitri: Jan Slaats , Varac , Vișan, Comănescu, Bruno |
| 7 iulie 1962 19:00 |         |       |             | Stadionul Republicii, București Arbitri: Jan Slaats , Varac , Vișan, Comănescu, Bruno |

| 8 iulie 1962 | Iugoslavia     | 5 − 2 | Polonia              | Stadionul Republicii, București Arbitri: Josef Peter Hruschka |
| 8 iulie 1962 | Pavic, Jašić 2 | (3−1) | Gabrys, Szwabowska 1 | Stadionul Republicii, București Arbitri: Josef Peter Hruschka |
| 8 iulie 1962 |                |       |                      | Stadionul Republicii, București Arbitri: Josef Peter Hruschka |

| 9 iulie 1962 19:00 | România                       | 3 − 3 | Iugoslavia  | Stadionul Republicii, București Arbitri: Jan Slaats |
| 9 iulie 1962 19:00 | Constantinescu, Naco, Boțan 1 | (2−1) | Jakovetić 2 | Stadionul Republicii, București Arbitri: Jan Slaats |
| 9 iulie 1962 19:00 |                               |       |             | Stadionul Republicii, București Arbitri: Jan Slaats |

## Grupele principale
|  | Echipele calificate în finală      |
|  | Echipele calificate în finala mică |

### Grupa I
| Echipa       | M | V | E | Î | GM | GP | G  | Pct |
| ------------ | - | - | - | - | -- | -- | -- | --- |
| România      | 2 | 2 | 0 | 0 | 16 | 10 | +6 | 4   |
| Cehoslovacia | 2 | 1 | 0 | 1 | 9  | 12 | −3 | 2   |
| Ungaria      | 2 | 0 | 0 | 2 | 12 | 15 | −3 | 0   |

| 11 iulie 1962 19:00 | România | 9 − 7 | Ungaria                | Stadionul Republicii, București Arbitri: Thorild Janerstam , Hruška , Slaats , Comănescu , Bruno |
| 11 iulie 1962 19:00 | Boțan 4 | (4−4) | Cserhátiné, Romhányi 2 | Stadionul Republicii, București Arbitri: Thorild Janerstam , Hruška , Slaats , Comănescu , Bruno |
| 11 iulie 1962 19:00 |         |       |                        | Stadionul Republicii, București Arbitri: Thorild Janerstam , Hruška , Slaats , Comănescu , Bruno |

| 12 iulie 1962 19:00 | Cehoslovacia | 6 − 5 | Ungaria          | Stadionul Republicii, București Arbitri: Edgar Federhoff |
| 12 iulie 1962 19:00 | Matějů 3     | (4−3) | Romhányi, Bakó 2 | Stadionul Republicii, București Arbitri: Edgar Federhoff |
| 12 iulie 1962 19:00 |              |       |                  | Stadionul Republicii, București Arbitri: Edgar Federhoff |

| 13 iulie 1962 19:00 | România                  | 7 − 3 | Cehoslovacia                | Stadionul Republicii, București Asistență: 10 000 Arbitri: Thorild Janerstam |
| 13 iulie 1962 19:00 | Constantinescu, Vasile 2 | (3−1) | Matějů, Košíková, Vecková 1 | Stadionul Republicii, București Asistență: 10 000 Arbitri: Thorild Janerstam |
| 13 iulie 1962 19:00 |                          |       |                             | Stadionul Republicii, București Asistență: 10 000 Arbitri: Thorild Janerstam |

### Grupa a II-a
| Echipa            | M | V | E | Î | GM | GP | G  | Pct |
| ----------------- | - | - | - | - | -- | -- | -- | --- |
| Danemarca         | 2 | 2 | 0 | 0 | 17 | 9  | +8 | 4   |
| Iugoslavia        | 2 | 1 | 0 | 1 | 5  | 12 | −7 | 2   |
| Uniunea Sovietică | 9 | 0 | 0 | 9 | 20 | 20 | 0  | 0   |

| 11 iulie 1962 19:00 | Iugoslavia  | 10 − 5 | Uniunea Sovietică | Brașov Arbitri: Edgar Federhoff |
| 11 iulie 1962 19:00 | Jakovetić 4 | (3−2)  | Vunteșmeri 2      | Brașov Arbitri: Edgar Federhoff |
| 11 iulie 1962 19:00 |             |        |                   | Brașov Arbitri: Edgar Federhoff |

| 12 iulie 1962 19:00 | Danemarca | 10 − 4 | Uniunea Sovietică | Sibiu Asistență: 3000 Arbitri: Jan Slaats |
| 12 iulie 1962 19:00 | Nielsen 3 | (6−1)  | Korolevskaia 2    | Sibiu Asistență: 3000 Arbitri: Jan Slaats |
| 12 iulie 1962 19:00 |           |        |                   | Sibiu Asistență: 3000 Arbitri: Jan Slaats |

| 13 iulie 1962 19:00 | Danemarca | 7 − 5 | Iugoslavia        | Brașov Asistență: 3500 Arbitri: Vasile Sidea |
| 13 iulie 1962 19:00 | Nilsson 3 | (3−4) | cinci jucătoare 1 | Brașov Asistență: 3500 Arbitri: Vasile Sidea |
| 13 iulie 1962 19:00 |           |       |                   | Brașov Asistență: 3500 Arbitri: Vasile Sidea |

## Meciurile de clasament
| Echipa           | M | V | E | Î | GM | GP | G   | Pct |
| ---------------- | - | - | - | - | -- | -- | --- | --- |
| Polonia          | 2 | 2 | 0 | 0 | 21 | 14 | +7  | 4   |
| Germania de Vest | 2 | 1 | 0 | 1 | 19 | 11 | +8  | 2   |
| Japonia          | 2 | 0 | 0 | 2 | 16 | 31 | −15 | 0   |

| 11 iulie 1962 19:00 | Polonia     | 16 − 10 | Japonia     | Ploiești Arbitri: Pandele Cîrligeanu |
| 11 iulie 1962 19:00 | Michalska 5 | (7−5)   | Nishimura 3 | Ploiești Arbitri: Pandele Cîrligeanu |
| 11 iulie 1962 19:00 |             |         |             | Ploiești Arbitri: Pandele Cîrligeanu |

| 12 iulie 1962 19:00 | Germania de Vest | 15 − 6 | Japonia     | Ploiești Arbitri: Josef Peter Hruschka |
| 12 iulie 1962 19:00 | Holland 4        | (7−1)  | Nishimura 4 | Ploiești Arbitri: Josef Peter Hruschka |
| 12 iulie 1962 19:00 |                  |        |             | Ploiești Arbitri: Josef Peter Hruschka |

| 13 iulie 1962 19:00 | Polonia  | 5 − 4 | Germania de Vest | Ploiești Arbitri: Josef Peter Hruschka |
| 13 iulie 1962 19:00 | Gabrys 3 | (3−3) | Holland 3        | Ploiești Arbitri: Josef Peter Hruschka |
| 13 iulie 1962 19:00 |          |       |                  | Ploiești Arbitri: Josef Peter Hruschka |

### Meciul pentru locurile 5–6
| 14 iulie 1962 | Ungaria              | 12 − 10 (Prel.) | Uniunea Sovietică | Stadionul Republicii, București Arbitri: Jan Slaats |
| 14 iulie 1962 | Hajek 5              | (7−5)           | Bobrova 4         | Stadionul Republicii, București Arbitri: Jan Slaats |
| 14 iulie 1962 |                      |                 |                   | Stadionul Republicii, București Arbitri: Jan Slaats |
| 14 iulie 1962 | FT: 10−10 Prel.: 2−0 |                 |                   | Stadionul Republicii, București Arbitri: Jan Slaats |

## Finalele

### Finala mică
| 15 iulie 1962 18:00 | Cehoslovacia | 6 − 5 | Iugoslavia  | Stadionul Republicii, București Arbitri: Vasile Sidea , Cîrligeanu , Hruschka |
| 15 iulie 1962 18:00 | Matějů 4     | (5−2) | Radunović 2 | Stadionul Republicii, București Arbitri: Vasile Sidea , Cîrligeanu , Hruschka |
| 15 iulie 1962 18:00 |              |       |             | Stadionul Republicii, București Arbitri: Vasile Sidea , Cîrligeanu , Hruschka |

### Finala
| 15 iulie 1962 19:00 | România | 8 − 5 | Danemarca    | Stadionul Republicii, București Asistență: 16 000 Arbitri: Thorild Janerstam |
| 15 iulie 1962 19:00 | Boțan 4 | (5−2) | Østergaard 2 | Stadionul Republicii, București Asistență: 16 000 Arbitri: Thorild Janerstam |
| 15 iulie 1962 19:00 |         |       |              | Stadionul Republicii, București Asistență: 16 000 Arbitri: Thorild Janerstam |

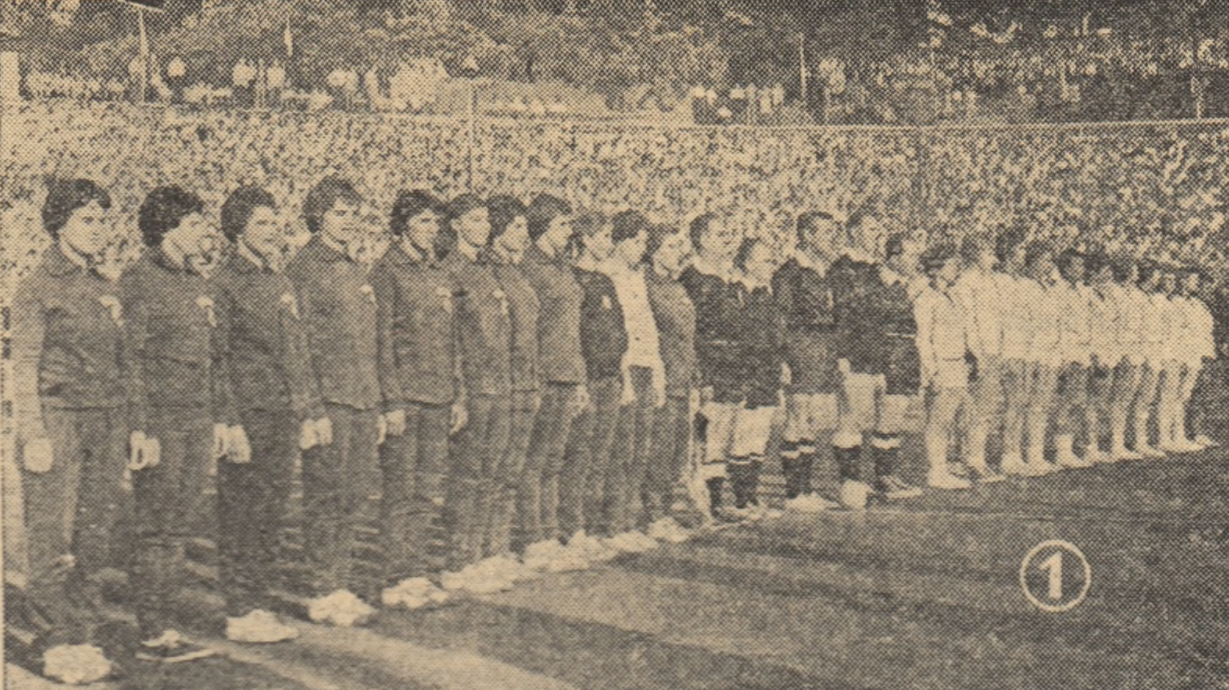
Finala
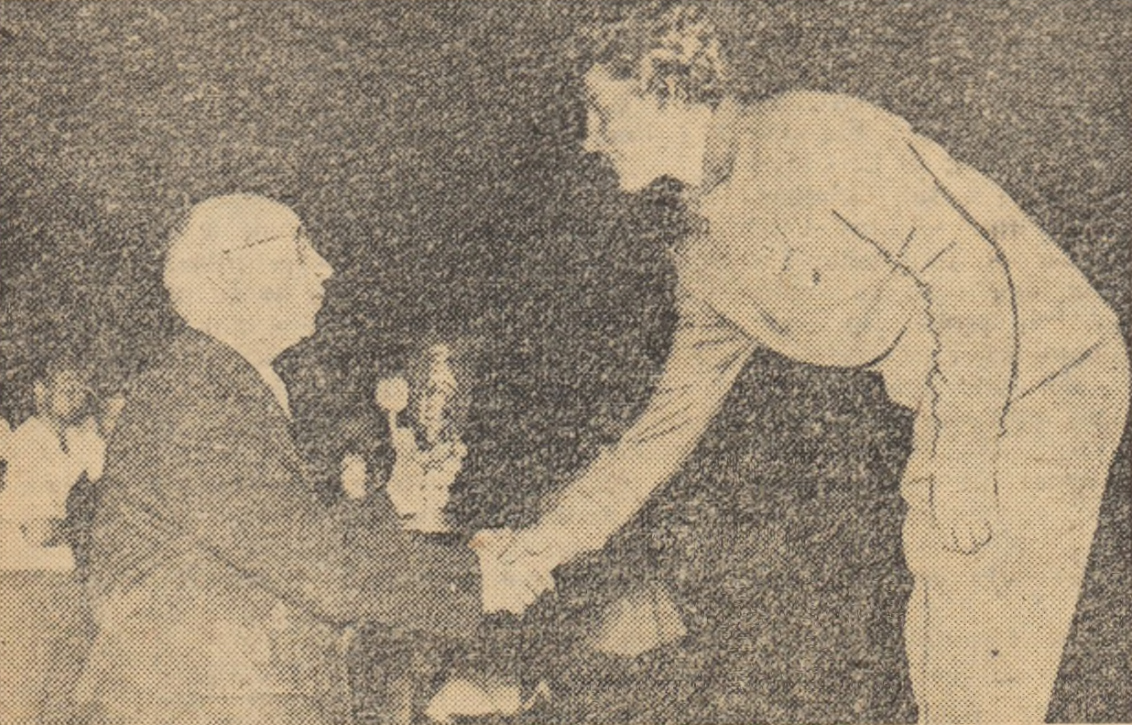
Iosefina Ștefănescu primește cupa

## Clasament final
| Loc | Echipă            |
| --- | ----------------- |
|     | România           |
|     | Danemarca         |
|     | Cehoslovacia      |
| 4   | Iugoslavia        |
| 5   | Ungaria           |
| 6   | Uniunea Sovietică |
| 7   | Polonia           |
| 8   | Germania de Vest  |
| 9   | Japonia           |

| Campionatul Mondial de Handbal Feminin 1962 România Primul titlu Echipă Liliana Borcea, Anna Boțan, Edeltraut Franz, Iuliana Naco, Aurelia Szőke-Sălăgeanu, Constanța Dumitrașcu, Antoaneta Oțelea-Vasile, Felicia Gheorghiță, Irene Hector-Nagy, Cornelia Constantinescu, Aurora Leonte, Iosefina Ștefănescu, Maria Constantinescu, Elena Hedeșiu, Victoria Dumitrescu și Ana Nemetz. Antrenori: Constantin Popescu, Niculae Nedeff |

### Clasamentul marcatoarelor

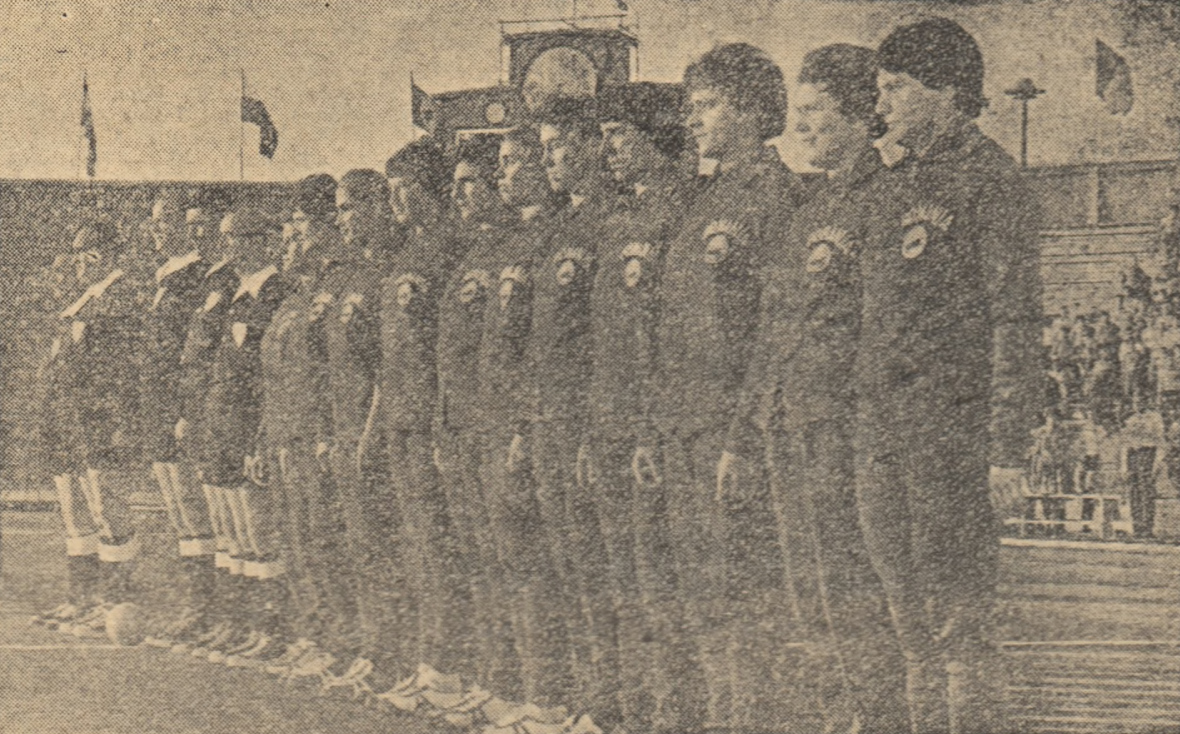
Echipa României

| Loc | Nume                | Goluri |
| --- | ------------------- | ------ |
| 1   | Marie Matějů        | 19     |
| 2   | Anna Boțan          | 14     |
| 3   | Károlyné Hajek      | 13     |
| 4   | Nishimura           | 11     |
| 4   | Valentina Bobrova   | 11     |
| 6   | Kirsten Nilsson     | 10     |
| 6   | Jana Vrbová         | 10     |
| 7   | Anne-Marie Nielsen  | 9      |
| 8   | Juta Michalska      | 8      |
| 8   | József Romhányi     | 8      |
| 8   | Taisia Korolevskaia | 8      |